# Liechtensteiner Fussballverband

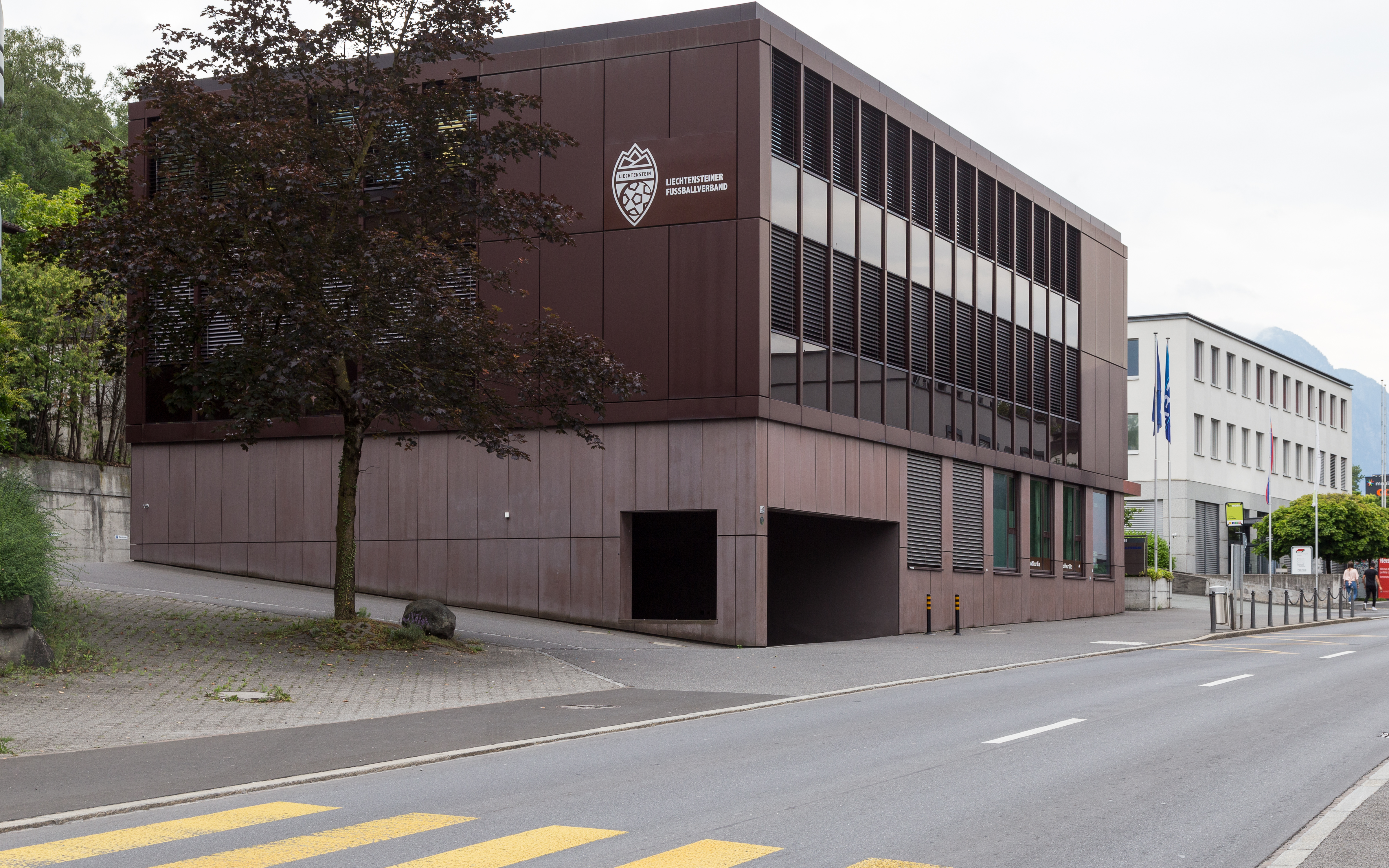
Gebäude des Liechtensteiner Fussballverbandes in Schaan

Der Liechtensteiner Fussballverband (LFV) ist die Dachorganisation der Liechtensteiner Fussballvereine. Er wurde 1934 gegründet. 1974 wurde der Verband 142. Mitglied des Weltverbandes FIFA und 34. Mitglied des europäischen Fussballverbandes UEFA; acht Jahre später wurde das erste offizielle Länderspiel der Liechtensteiner Fussballnationalmannschaft ausgetragen.
Der LFV umfasst sieben Vereine mit rund 2600 aktiven Fussballern. Er ist der einzige Mitgliedsverband der UEFA, der keine eigene Meisterschaft austrägt, führt aber einen eigenständigen Cupwettbewerb durch.
Präsident des Liechtensteiner Fussballverbands ist Hugo Quaderer, Generalsekretär ist Peter Jehle. Zu den ehemaligen Präsidenten zählt Ernst Nigg, unter dessen Verbandsführung Liechtenstein erstmals an einer Europameisterschafts-Qualifikationsrunde teilnahm.

## UEFA-Fünfjahreswertung
Platzierung in der UEFA-Fünfjahreswertung:
(in Klammern die Vorjahresplatzierung). Die Kürzel CL, EL und CO hinter den Länderkoeffizienten geben die Anzahl der Vertreter in der Saison 2025/26 der Champions League, der Europa League sowie der Conference League an.
- 38.  (43)  Färöer (Liga, Cup) – Koeffizient: 10.375 – CL: 1, EL: 0, CO: 3
- 39.  (41)  Bosnien und Herzegowina (Liga, Cup) – Koeffizient: 10.000 – CL: 1, EL: 0, CO: 3
- 40.  (34)  Liechtenstein (Cup) – Koeffizient: 10.000 – CL: 0, EL: 0, CO: 1
- 41.  (48)  Island (Liga, Cup) – Koeffizient: 9.583 – CL: 1, EL: 0, CO: 3
- 42.  (44)  Nordirland (Liga, Cup) – Koeffizient: 9.208 – CL: 1, EL: 0, CO: 3

Stand: Ende der Europacupsaison 2023/24